# براغیثی
براغیثی (به عربی: البراغیثی) یک روستا در سوریه است که در ناحیه ابوالظهور واقع شده‌است. براغیثی ۱٬۰۵۸ نفر جمعیت دارد.